# 6229 Tursachan
6229 Tursachan è un asteroide della fascia principale. Scoperto nel 1983, presenta un'orbita caratterizzata da un semiasse maggiore pari a 3,0775294 UA e da un'eccentricità di 0,1869684, inclinata di 1,64725° rispetto all'eclittica.